# 34391 Garyzhan
34391 Garyzhan este o planetă minoră (asteroid), cu un diametru de 3,775 km, din centura de asteroizi. A fost descoperită pe 2 septembrie 2000 la Experimental Test Site⁠(d) de Lincoln Near-Earth Asteroid Research. 
Obiectul prezintă o orbită caracterizată de o semiaxă mare de 2,2282204 UAi, o excentricitate de 0,19, o înclinație de 5,54697 ° în raport cu ecliptica.